# Без милост (Великобритания)
Без милост (на английски: No Mercy) е първото годишно pay-per-view събитие от поредицата Без милост, продуцирано само за Великобритания от Световната федерация по кеч (WWF). Събитието се провежда на 16 май 1999 г. в Манчестър, Англия.

## Обща информация
Пазарът на PPV е сравнително нов за Великобритания: преди Само една нощ през 1997 г. всички PPV събития са излъчени безплатно по Sky Sports. Ексклузивните PPV събития в Обединеното кралство са създадени, за да послужат като реклама за новия метод на доставка, но въпреки това са резервирани и третирани по подобие на хаус шоута.
Без милост е пуснато на DVD във Великобритания и Европа на 12 юли 2010 г., в комплект, включващ Столична сеч като част от гамата Tagged Classics на WWE, издадена от Silvervision, без редакции на оригиналното съдържание, най-вече запазвайки всички споменавания и изяви на логото на WWF.

## Резултати
| №                                         | Резултати                                                                                         | Правила                                                  | Време |
| ----------------------------------------- | ------------------------------------------------------------------------------------------------- | -------------------------------------------------------- | ----- |
| 1                                         | Тайгър Али Сингх побеждава Джилбърг                                                               | Индивидуален мач                                         | 01:05 |
| 2                                         | Министерството на Мрака (Брадшоу, Фарук и Висцера) поб. Потомството (Крисчън, Острието и Гангрел) | Шесторен отборен мач                                     | 13:49 |
| 3                                         | Стив Блекман поб. Дроз чрез предаване                                                             | Индивидуален мач                                         | 07:43 |
| 4                                         | Кейн поб. Мидеон чрез дисквалификация                                                             | Индивидуален мач                                         | 04:34 |
| 5                                         | Никол Бас поб. Тори                                                                               | Индивидуален мач                                         | 00:27 |
| 6                                         | Шейн Макмеън (ш) поб. Екс Пак                                                                     | Индивидуален мач за Европейската титла на WWF            | 08:26 |
| 7                                         | Били Гън поб. Менкайнд                                                                            | Индивидуален мач                                         | 12:17 |
| 8                                         | Ледения Стив Остин (ш) поб. Трите Хикса (с Чайна) и Гробаря (с Пол Беърър)                        | Мач без дисквалификации тройна заплаха за Титлата на WWF | 18:27 |
| - (ш) – указва шампиона/шампионите в мача |                                                                                                   |                                                          |       |